# Anders Eriksson
Anders Eriksson   (Hjo, 14 de maig de 1973) és un pilot d'enduro suec, set vegades Campió del Món, dues vegades Campió de Suècia i membre de l'equip estatal que guanyà el Junior Trophy als ISDE de 1992.
Eriksson debutà al Campionat del Món amb Kawasaki el 1991 i aconseguí el seu primer títol amb Husaberg a la categoria de 350 cc el 1995. Aleshores canvià a Husqvarna i revalidà el títol el 1996. Debutant l'any següent en 500 cc, acabà subcampió rere Kari Tiainen i el guanyà els anys 1998 i 1999, tot i que no igualà el nombre de victòries del finlandès. Després d'un tercer lloc el 2000, Eriksson superà Mika Ahola per un sol punt i aconseguí així el seu cinquè títol el 2001. Un cop hagué guanyat el seu quart títol de 500 cc el 2002, canvià als 400 cc de cara al 2003 i esdevingué set vegades Campió del Món igualant el rècord de Tiainen.
Eriksson continuà amb Husqvarna fins que el 2008 es comprometé amb BMW fins al 2010. Aquell any mateix va ser nomenat FIM Legend.

## Palmarès
| Any             | Motocicleta     | Campionat del Món d'enduro | Campionat del Món d'enduro | Campionat del Món d'enduro | Campionat del Món d'enduro | Campionat del Món d'enduro | Campionat del Món d'enduro | Campionat del Món d'enduro | ISDE W. Trophy | Novemberkåsan |
| Any             | Motocicleta     | 125cc                      | 350cc                      | 400cc                      | 500cc                      | E2                         | E3                         | P1                         | ISDE W. Trophy | Novemberkåsan |
| --------------- | --------------- | -------------------------- | -------------------------- | -------------------------- | -------------------------- | -------------------------- | -------------------------- | -------------------------- | -------------- | ------------- |
| 1991            | Kawasaki        | 12è                        | -                          | -                          | -                          | -                          | -                          | 0                          | -              |               |
| 1992            | Kawasaki        | 2n                         | -                          | -                          | -                          | -                          | -                          | ?                          | 1r Jr          |               |
| 1993            | Husaberg        | -                          | 2n                         | -                          | -                          | -                          | -                          | 3                          | 19è            |               |
| 1994            | Husaberg        | -                          | 4t                         | -                          | -                          | -                          | -                          | 1                          | 2n             |               |
| 1995            | Husaberg        | -                          | 1r                         | -                          | -                          | -                          | -                          | 5                          | 15è            |               |
| 1996            | Husqvarna       | -                          | 1r                         | -                          | -                          | -                          | -                          | 5                          | 7è             |               |
| 1997            | Husqvarna       | -                          | -                          | -                          | 2n                         | -                          | -                          | 5                          | 16è            |               |
| 1998            | Husqvarna       | -                          | -                          | -                          | 1r                         | -                          | -                          | 6                          | 2n             |               |
| 1999            | Husqvarna       | -                          | -                          | -                          | 1r                         | -                          | -                          | 3                          | 13è            | 1r            |
| 2000            | Husqvarna       | -                          | -                          | -                          | 3r                         | -                          | -                          | 1                          | 2n             |               |
| 2001            | Husqvarna       | -                          | -                          | -                          | 1r                         | -                          | -                          | 2                          | 8è             | 1r            |
| 2002            | Husqvarna       | -                          | -                          | -                          | 1r                         | -                          | -                          | 7                          | 2n             |               |
| 2003            | Husqvarna       | -                          | -                          | 1r                         | -                          | -                          | -                          | 4                          | 17è            | 1r            |
| 2004            | Husqvarna       | -                          | -                          | -                          | -                          | -                          | 5è                         | 0                          | 4t             |               |
| 2005            | Husqvarna       | -                          | -                          | -                          | -                          | 7è                         | -                          | 0                          | -              |               |
| 2006            | Husqvarna       | -                          | -                          | -                          | -                          | -                          | 20è                        | 0                          | -              |               |
| 2007            | Husqvarna       | -                          | -                          | -                          | -                          | -                          | 7è                         | 0                          | -              |               |
| 2008            | BMW             | -                          | -                          | -                          | -                          | -                          | 10è                        | 0                          | -              |               |
| Total victòries | Total victòries |                            |                            |                            |                            |                            |                            | 42                         |                | 3             |
| Total títols    | Total títols    | 0                          | 2                          | 1                          | 4                          | 0                          | 0                          |                            | 1              |               |
|                 |                 | 7 mundials                 |                            |                            |                            |                            |                            |                            |                |               |

Notes
1. ↑   A P1 s'hi compten les victòries aconseguides en Grans Premis puntuables per al Campionat del Món
2. ↑   El resultat assenyalat amb Jr indica que aquell any competí en el "Junior Trophy"